# Sultan Adil
Sultan Adil (en árabe: سلطان عادل محمد عبدالله الأميري‎; Kalba, Emiratos Árabes Unidos, 4 de mayo de 2004) es un futbolista de los Emiratos Árabes Unidos que juega en la posición de delantero centro con el for Ittihad Kalba de la UAE Pro League cedido a préstamo por el Shabab Al Ahli.

## Carrera

### Club
| Periodo   | Club                           |
| --------- | ------------------------------ |
| 2021–2023 | Al-Ittihad Kalba SC            |
| 2023–     | Shabab Al Ahli Club            |
| 2023–     | → Al-Ittihad Kalba SC (cedido) |

### Selección nacional
Debutó con Emiratos Árabes Unidos el 24 de marzo de 2022 en una derrota por 0-1 ante Irak por la Clasificación de AFC para la Copa Mundial de Fútbol de 2022, mismo año en el cual había debutado con la selección juvenil. Su primer gol con la selección nacional llegó el 17 de octubre de 2023 en la victoria por 2-1 ante Líbano en un partido amistoso en Abu Dabi.
El 4 de enero de 2024 Adil fue convocado para jugar en la Copa Asiática 2023, donde anotó un gol en el partido inaugural en la victoria por 3-1 ante Hong Kong el 14 de enero de 2023.